# 秘魯國營航空222號班機空難
秘魯國營航空222號班機空難發生在2003年1月9日，秘魯國營航空1班由利馬豪爾赫·查維茲國際機場飛往查查波亞斯查查波亞斯機場的定期航班（機型為福克F28）客機不幸墜毀在查查波亚斯機場附近，導致機上46名乘客全部罹難。

## 飛機
這架是荷蘭製造的短程福克F28雙引擎客機，於1975年製造，從秘魯空軍服役到1999年，隨後出售給秘魯國營航空。序號為11100，註冊編號為OB-1396，事故發生時，飛機機齡為28年，累計飛行約3,127個小時。在1995年，這架F28客機一直被用作VIP配置的總統專機之一，用於短途和國內飛行。